# Cnoc Mhaoldomhnaigh
Cnoc Mhaoldomhnaigh (en inglés Knockmealdown) es una montaña de Irlanda (794 m s. n. m.).

## Geografía
El Cnoc Mhaoldomhnaigh es la montaña más alta de la cadena de las Montañas Knockmealdown, de la cual forma parte. 
Es también el punto más alto del condado de Waterford (República de Irlanda);  por sus altitud y prominencia puede ser definido como un Marilyn y un Hewitt.